# 딱정벌레아과
딱정벌레류는 딱정벌레족(Carabini)에 속하는 곤충의 총칭이다. 대부분 야행성으로 밤에 땅 위를 배회하면서 지렁이나 달팽이 따위의 먹이를 잡아먹는다. 명주딱정벌레 종류처럼 뒷날개가 있어 날아다니는 종류도 있으나 뒷날개가 퇴화하여 날지 못하는 종이 많다.

## 한국의 딱정벌레류
- 홍단딱정벌레
- 진홍단딱정벌레
- 상제홍단딱정벌레
- 멋쟁이딱정벌레
- 강원멋쟁이딱정벌레
- 거제멋쟁이딱정벌레
- 조롱박딱정벌레
- 윤조롱박딱정벌레
- 창언조롱박딱정벌레
- 멋조롱박딱정벌레
- 왕딱정벌레
- 제주왕딱정벌레
- 애딱정벌레
- 우리딱정벌레
- 풀색명주딱정벌레
- 큰명주딱정벌레
- 민줄딱정벌레
- 검정명주딱정벌레
- 청진민줄딱정벌레
- 두꺼비딱정벌레
- 지리조롱박딱정벌레